# Rhinocricus falcatus
Rhinocricus falcatus är en mångfotingart som beskrevs av Filippo Silvestri 1897. Rhinocricus falcatus ingår i släktet Rhinocricus och familjen Rhinocricidae. Inga underarter finns listade i Catalogue of Life.